# Ausztrália Rendje
Ausztrália Rendje egy ausztrál kitüntetés, amellyel ausztrál állampolgárok, illetve külföldiek különleges teljesítményét, szolgálatát ismerik el. A kitüntetést II. Erzsébet, az ország királynője alapította 1975. február 14-én, az ausztrál kormány javaslata alapján. A Rend feje a mindenkori államfő, igazgatója és kancellárja az ausztrál főkormányzó. A kitüntetést a Rend tanácsa adományozza.

## Fokozatok
A rend általános és katonai osztályra oszlik. Öt fokozattal rendelkezik, melyek csökkenő rangsorrendben a következők: :
1. Ausztrália Rendjének lovagja/hölgye (Knight/Dame of the Order of Australia; rövidítve AK vagy AD). 1976-1986 és 2014-2015 között aktív, jelenleg nem adományozzák. A katonai osztálynak nincs lovagi fokozata. Maximális kiadható mennyiség: 4/év [2][3][4]
2. Ausztrália Rendjének rendtagja (Companion of the Order of Australia; AC). Kvóta: 35/év[4]
3. Ausztrália Rendjének tisztje (Officer of the Order of Australia; AO). Kvóta: 140/év[4]
4. Ausztrália Rendjének tagja (Member of the Order of Australia; AM). Kvóta: 605/év[4][5]
5. Ausztrália Rendjének érme (Medal of the Order of Australia; OAM). Kvóta: korlátlan

Bármely ausztrál állampolgár jelölheti kitüntetésre az általa érdemesnek tartott személyt. A döntést a Rend tanácsa hozza meg. A lovagi és rendtagi fokozatot csak a királynő vagy a főkormányzó adhatja át, míg az alacsonyabb fokozatok átadására az egyes ausztrál tagállamok kormányzói is jogosultak. Az átadásra Ausztrália Napján (január 26.) vagy a királynő születésnapján kerül sor. A külföldi állampolgárok a fenti fokozatok tiszteletbeli változatát kaphatják.

## Jelvények

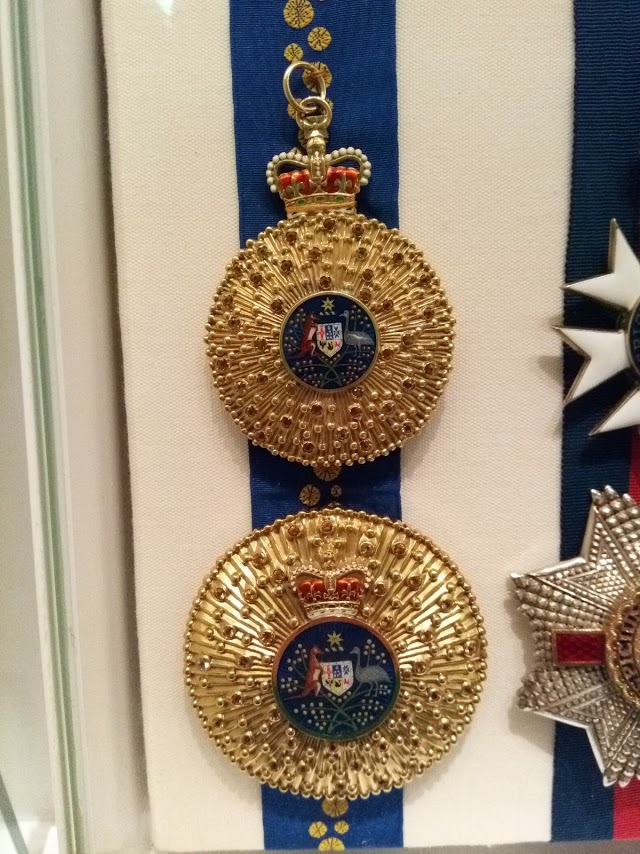
A lovagi fokozat jelvénye és csillaga

Ausztrália Rendjének jelvénye egy domború arany (a lovagok és rendtagok esetében) vagy aranyozott korong, amely az ország nemzeti virága, az aranyakác (Acacia pycnantha) után kapta formáját. Közepén egy - a tengert jelképező - kék gyűrű található, rajta felül két aranyakác-ággal, lent pedig az "Australia" felirattal. A korong tetején a Szt. Eduárd-korona látható. A rendtagok jelvénye citrinekkel díszített, a korona és a gyűrű zománcozott; a tisztekén nincsenek citrinek; az érmen pedig csak a korona zománcozott. A lovagok esetében a központi gyűrű helyett kék korong látszik az ausztrál címerrel.}
A Rend csillaga a lovagok számára hasonlít a jelvényhez, de a korona a belső kék korong tetején található.
A Rend szalagja kék színű, közepén aranyakác-virágmintával; a katonai osztály szalagján kétoldalt vékony arany szegély is látszik. A lovagok, a rendtagok és a tisztek nyakba akasztva, a tagok és érembirtokosok szalaggal a mellkas bal oldalára tűzve viselik az érdemrendet; a nők hagyományosan a bal vállon szalagcsokorra tűzik, de megengedett a férfi módra való viselés is.
Mindennapi használatra a kitüntetettek egy kis hajtókajelvényt kapnak; a lovagok és rendtársak jelvényének közepén citrinkristály, a tisztek és tagok esetében kék zománckorong található; az érem hajtókajelvény-változata egységesen aranyszínű. 
A Rend jelvényeit Stuart Devlin tervezte.

## Története

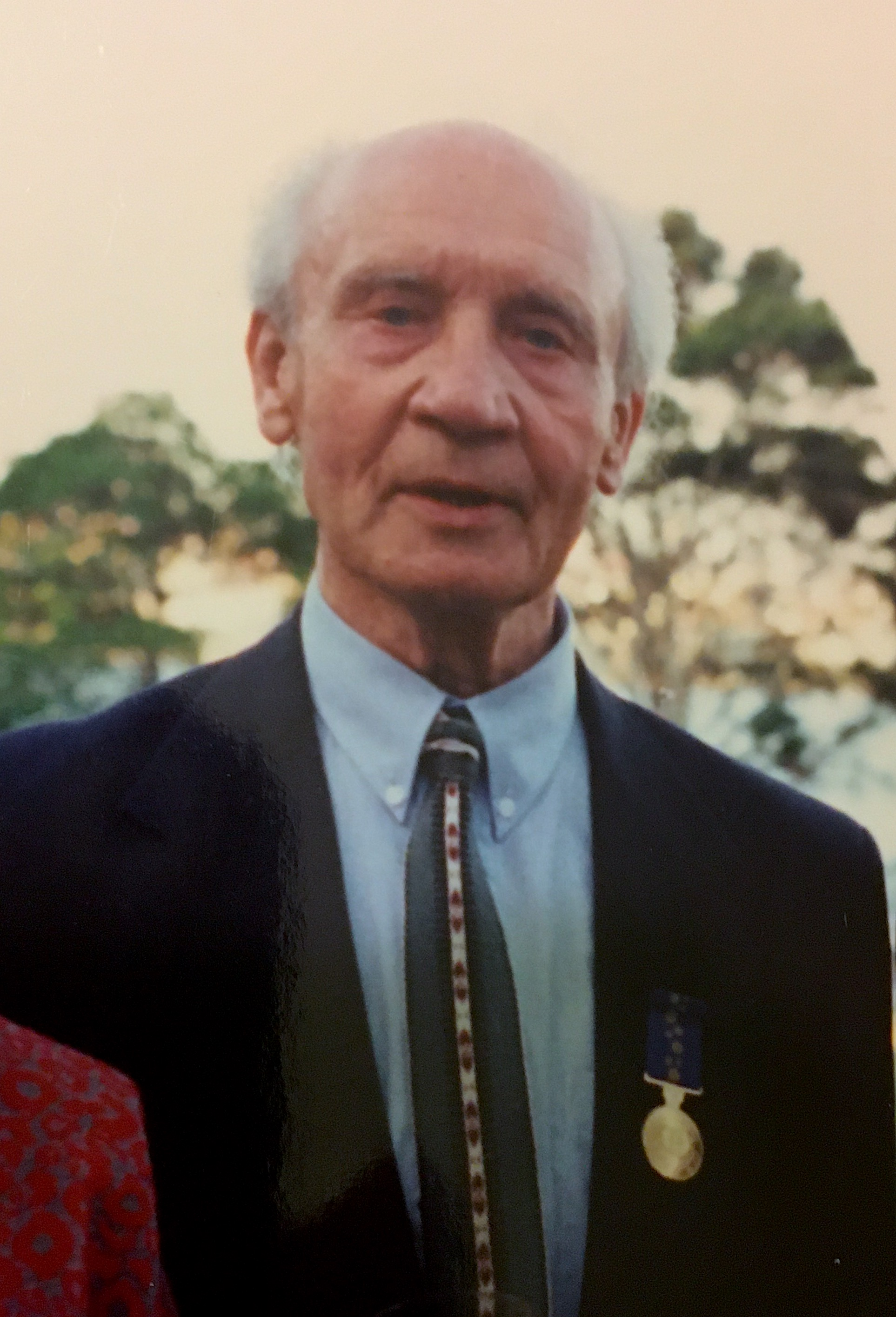
Reinis Zusters litván születésű festőművész a Rend érmével

Ausztrália Rendjét 1975. február 14-én alapította II. Erzsébet, Ausztrália királynője, majd az alapító okiratot Gough Whitlam miniszterelnök ellenjegyezte. A Rendnek eredetileg két osztálya (polgári és katonai) és három fokozata (rendtag, tiszt és tag) volt. Ugyanekkor bejelentették, hogy az ausztrál miniszterelnökök ezentúl nem jelölnek senkit sem a brit kitüntetésekre.
1976-ban az akkori miniszterelnök, Malcolm Fraser javaslatára a fokozatokat kibővítették a lovagi fokozattal és az éremmel; valamint a polgári osztályt átnevezték általánosra. 
1986-ban Bob Hawke miniszterelnök eltörölte a lovagi fokozatot, de a kiadott kitüntetéseket ez a változás nem érintette. Ebben az időszakban 12 lovagot és 2 hölgyet fogadtak be a Rend soraiba; mára Károly herceg kivételével már valamennyien elhunytak. 
2014-ben Tony Abbott miniszterelnök javaslatára a királynő újrateremtette a lovagi fokozatot, de a következő évben a köztársaságpárti kormányfő, Malcolm Turnbull ezek kiadását ismét megszüntette. A másfél év alatt 5 lovagot és hölgyet vettek fel a Rendbe, köztük Fülöp herceget és Judith Durhamet, a Seekers énekesnőjét.

## Neves kitüntettek
Ausztrália Rendjének magasabb fokozatait általában a királyi család és a kormányok tagjainak, kormányzóknak, híres közéleti személyeknek adományozzák. Közéjük tartozik Károly és Fülöp herceg, Tony Abbott és Malcolm Fraser miniszterelnökök, a Nobel-díjas Elizabeth Blackburn és John Cornforth, Cate Blanchett Oscar-díjas színésznő vagy az ausztrál bennszülött származású teniszcsillag, Evonne Goolagong, Daniel Ricciardo ausztrál Formula–1-es versenyző. 
A külföldi tiszteletbeli kitüntetettek közé tartozik például Jacques Cousteau tengerkutató, Nelson Mandela dél-afrikai elnök, Michelle Bachelet chilei elnök vagy Rolf Zinkernagel svájci Nobel-díjas.

## Fordítás
- Ez a szócikk részben vagy egészben  az   Order of Australia című angol Wikipédia-szócikk ezen változatának fordításán alapul.  Az eredeti cikk szerkesztőit annak laptörténete sorolja fel. Ez a jelzés csupán a megfogalmazás eredetét és a szerzői jogokat jelzi, nem szolgál a cikkben szereplő információk forrásmegjelöléseként.

## Kapcsolódó szócikk
- Ausztrália Rendjével kitüntetett személyek (kategória)